# 柳亭風五
柳亭 風五（1953年8月 - ）は、東京都大田区出身の落語家で、コミックシンガーとしても活動する。

## 略歴
- 1970年: 春風亭柏枝（7代目春風亭柳橋）に入門。
- 1975年: 柳亭風枝一門となり風之進（かぜのしん）としてフリー活動に転ずる。
- 1980年: バンド活動に着手。

「バスケットシューズ 」、「すみちゃんとステゴザウルス 」など6枚のレコードやCDを発売。うち「キャンパスレポートもっとクリスタル」を特に知られる。現在も藤岡藤巻のサポートメンバーとして公認。
- 2010年: 柳亭風五（りゅうてい　ふうご）と名を改め、師匠の柳亭風枝と茶番などで浅草「東洋館」に出演している。
- 2011年: 落語協会の黒門和室高座での風枝の独演会に藤岡藤巻とともに出演させてもらう。援助会員としては珍しいことであり当人は涙を流すほど喜んでいた。